# Hewitsonia congoensis
Hewitsonia congoensis är en fjärilsart som beskrevs av James John Joicey och Talbot 1921. Hewitsonia congoensis ingår i släktet Hewitsonia och familjen juvelvingar. IUCN kategoriserar arten globalt som livskraftig. Inga underarter finns listade i Catalogue of Life.

## Bildgalleri

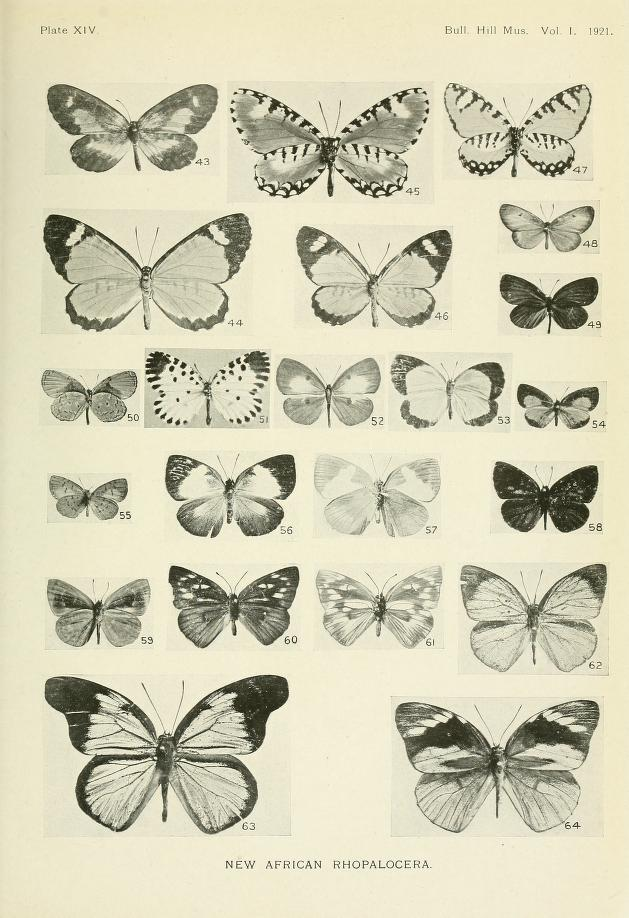